# Villers-le-Tourneur
Villers-le-Tourneur è un comune francese di 183 abitanti situato nel dipartimento delle Ardenne nella regione del Grand Est.

## Società

### Evoluzione demografica
Abitanti censiti